# Chicken bus
 (mai 2013).
Si vous disposez d'ouvrages ou d'articles de référence ou si vous connaissez des sites web de qualité traitant du thème abordé ici, merci de compléter l'article en donnant les références utiles à sa vérifiabilité et en les liant à la section « Notes et références ».

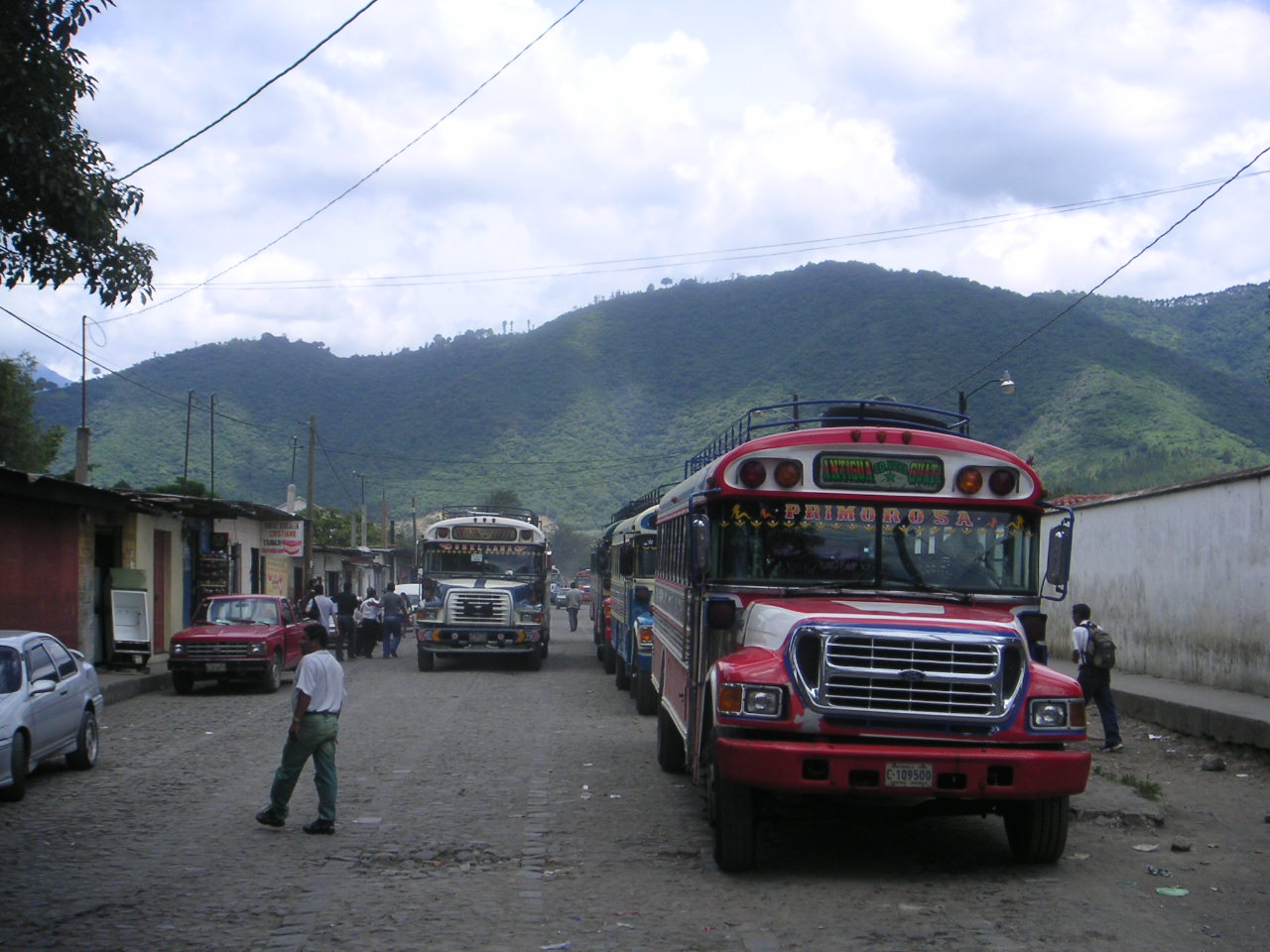
Des Chicken bus à Antigua au Guatemala.

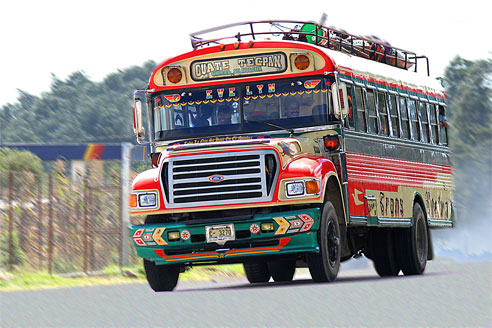
Chicken Bus au Guatemala

Les chicken bus sont d'anciens autobus scolaires étasuniens reconvertis en autobus ou autocars en Amérique du Sud et centrale, et plus particulièrement au Guatemala.
Ces véhicules sont parfois repeints et parés de motifs bariolés. D'autres modifications peuvent être effectuées, comme la mise en place de sonos bruyantes (Panama…), ou de résonateurs destinés à modifier le bruit de l'échappement.
Lorsque les autobus scolaires américains atteignent l’âge de dix ans ou 100 000 km, ils sont vendus aux enchères[réf. nécessaire]. Beaucoup de ces autobus sont achetés et conduits à travers le Mexique vers le Guatemala et d’autres pays d’Amérique centrale où ils sont préparés pour leur deuxième vie. Au lieu de transporter des enfants à l’école, les autobus passent leur deuxième vie à transporter des passagers. Le mot “poulet” se réfère au fait que les guatémaltèques ruraux transportent occasionnellement des animaux vivants comme le poulet : une pratique que les visiteurs d’autres pays trouvent souvent étonnante.[réf. nécessaire]